# Nông Văn Hải
Nông Văn Hải là kiểm sát viên cao cấp Việt Nam. Ông hiện giữ chức vụ Viện trưởng Viện kiểm sát nhân dân tỉnh Lai Châu.

## Tiểu sử
Nông Văn Hải là đảng viên Đảng Cộng sản Việt Nam.
Tháng 4 năm 2011, Nông Văn Hải là Viện trưởng Viện kiểm sát nhân dân tỉnh Lai Châu.
Ngày 14 tháng 10 năm 2015, Nông Văn Hải trúng cử vào Ban chấp hành Đảng bộ Đảng Cộng sản Việt Nam tỉnh Lai Châu khóa 13 nhiệm kì 2015-2020.
Ngày 3 tháng 4 năm 2016, Nông Văn Hải, Viện trưởng Viện kiểm sát nhân dân tỉnh Lai Châu, được trao quyết định bổ nhiệm chức danh kiểm sát viên cao cấp.